# Leopold Trattinnick
Leopold Trattinnick (1764-1849) est un botaniste autrichien. Il est notamment l’auteur de :
- Anleitung zur Cultur der ächten Baumwolle in Österreich (Vienne, 1797).
- Genera plantarum methodo naturali disposita (Vienne, 1802).
- Fungi Austriaci ad specimina viva cera expressi, descriptiones ac historiam naturalem completam addidit L. Trattinnick, etc. (Oesterreichs Schwämme, etc.) Lat. and Germ. Liefer. 1-3 (Vienne, 1804-1805).
- Flora des oesterreichischen Kaiserthumes (deux volumes, Vienne, 1816-1820).
- Botanisches Taschenbuch oder Conservatorium aller Resultate Ideen und Ansichten aus dem ganzen Umfange der Gewächskunde (Vienne, 1821).
- Thesaurus Botanicus (Vienne, 1819).
- Rosacearum monographia (4 vol., Vienne, 1823-1824)